# Синхронне плавання на чемпіонаті світу з водних видів спорту 2019
Змагання з синхронного плавання в рамках чемпіонату світу 2019 року з водних видів спорту пройшли з 12 по 20 липня в місті Кванджу (Республіка Корея). 
Було розіграно 10 комплектів нагород. 

## Розклад
Надано корейське час (UTC+9). 
| Дата          | час   | змагання                                       |
| ------------- | ----- | ---------------------------------------------- |
| 12 липня 2019 | 11:00 | Соло: технічна програма, кваліфікація          |
| 12 липня 2019 | 16:00 | Дует: технічна програма, кваліфікація          |
| 13 липня 2019 | 11:00 | Змішаний дует: технічна програма, кваліфікація |
| 13 липня 2019 | 19:00 | Соло: технічна програма, фінал                 |
| 14 липня 2019 | 11:00 | Група: технічна програма, кваліфікація         |
| 14 липня 2019 | 19:00 | Дует: технічна програма, фінал                 |
| 15 липня 2019 | 11:00 | Соло: довільна програма, кваліфікація          |
| 15 липня 2019 | 19:00 | Змішаний дует: технічна програма, фінал        |
| 16 липня 2019 | 11:00 | Дует: довільна програма, кваліфікація          |
| 16 липня 2019 | 19:00 | Група: технічна програма, фінал                |
| 17 липня 2019 | 11:00 | Група: довільна програма, кваліфікація         |
| 17 липня 2019 | 19:00 | Соло: довільна програма, фінал                 |
| 18 липня 2019 | 11:00 | Комбінація: довільна програма, кваліфікація    |
| 18 липня 2019 | 19:00 | Дует: довільна програма, фінал                 |
| 19 липня 2019 | 11:00 | Змішаний дует: довільна програма, кваліфікація |
| 19 липня 2019 | 19:00 | Група: довільна програма, фінал                |
| 20 липня 2019 | 17:00 | Змішаний дует: довільна програма, фінал        |
| 20 липня 2019 | 19:00 | Комбінація: довільна програма, фінал           |

## Медалісти
| Дисципліна                                 | Золото | Срібло                                                                                                  | Бронза |
| Соло, технічна програма Протокол           | Світлана Колесніченко Росія | Она Карбонелл Іспанія                                                                                   | Інуі Юкіко Японія |
| Соло, довільна програма                    | Светлана Ромашина Росія | Она Карбонель Іспанія                                                                                   | Юкико Инуи Японія |
| Дует, технічна програма Протокол           | Росія Світлана Колесніченко Світлана Ромашина | КНР Сунь Вэньянь Хуан Сюэчэнь                                                                           | Україна Марта Федина Анастасия Савчук |
| Дует, довільна програма                    | Росія Светлана Колесниченко Светлана Ромашина | КНР Сунь Вэньянь Хуан Сюэчэнь                                                                           | Україна Марта Федина Анастасия Савчук |
| Мікст, технічна програма Протокол          | Росія Майя Гурбанбердиева Александр Мальцев | Італія Манила Фламини Джорджо Минисини                                                                  | Японія Юми Адати Ацусі Абе |
| Мікст, довільна програма                   | Росія Майя Гурбанбердиева Александр Мальцев | Італія Манила Фламини Джорджо Минисини                                                                  | Японія Юми Адати Ацуси Абэ |
| Групи, технічна програма                   | Росія Анастасия Архиповская Влада Чигирьова Майя Дорошко Марина Голядкина Вероніка Калинина Поліна Комар Алла Шишкіна Марія Шурочкіна                                  | КНР Ю Фен Го Лі Хуан Сюечень Лян Сіньпін Сунь Веньянь Ван Кван Ксяо Янін Інь Ченсінь                    | Україна Алексіїва Марина Антонівна Алексіїва Владислава Антонівна Марта Федіна Наріжна Яна Віталіївна Катерина Резнік Анастасія Савчук Аліна Шинкаренко Єлизавета Яхно           |
| Групи, довільна програма                   | Росія Анастасия Архиповская Влада Чигирёва Варвара Субботина Марина Голядкіна Вероніка Калініна Поліна Комар Алла Шишкіна Марія Шурочкіна                              | КНР Ю Фен Го Ли Хуан Сюечень Лян Синьпин Сунь Веньянь Чан Хао Ксяо Янін Інь Ченсінь                     | Україна Марина Алексєєва Владислава Алексєєва Марта Федіна Яна Нарежна Катерина Резнік Анастасія Савчук Аліна Шинкаренко Єлизавета Яхно                                          |
| Групи, хайлайт, технічна програма Протокол | Україна | Італія                                                                                                  | Іспанія |
| Комбінація, довільна програма              | Росія Анастасія Архиповська Влада Чигирьова Майя Дорошко Марина Голядкіна Вероніка Калініна Поліна Комар Алла Шишкіна Марія Шурочкіна Варвара Суботіна Михаела Каланча | КНР Ю Фен Го Лі Хуан Сюечень Лян Сіньпін Сунь Веньянь Чан Хао Ксяо Янін Інь Ченсінь Ван Кван Чен Вентао | Україна Марина Алексіїва Владислава Алексіїва Олександра Коваленко Яна Наріжна Катерина Резнік Анастасія Савчук Аліна Шинкаренко Єлизавета Яхно Валерія Апрєлєва Вероніка Гришко |

## Медальний залік
| Загальна кількість медалей | Загальна кількість медалей | Загальна кількість медалей | Загальна кількість медалей | Загальна кількість медалей | Загальна кількість медалей |
| Місце                      | Країна                     | Золото                     | Срібло                     | Бронза                     | Всього                     |
| -------------------------- | -------------------------- | -------------------------- | -------------------------- | -------------------------- | -------------------------- |
| 1                          | Росія                      | 9                          | 0                          | 0                          | 9                          |
| 2                          | Україна                    | 1                          | 0                          | 5                          | 6                          |
| 3                          | КНР                        | 0                          | 5                          | 0                          | 5                          |
| 4                          | Італія                     | 0                          | 3                          | 0                          | 3                          |
| 5                          | Іспанія                    | 0                          | 2                          | 1                          | 3                          |
| 6                          | Японія                     | 0                          | 0                          | 4                          | 4                          |
| 7                          | США                        | 0                          | 0                          | 0                          | 0                          |
| Всего                      | Всего                      | 10                         | 10                         | 10                         | 30                         |